# Џорџ Паркер
Сиднеј
Џорџ Паркер (енгл. George Parker) бивши је аустралијски атлетичар, специјалиста за брзо ходање на 3.000 метара и на 10 километара.

## Биографија
Атлетиком се почео бавити 1918. године. Био је предодређен за дугопругаша. Његова свакодневни тренинг састојао се од трчања између Бондија (предграље Сиднеја) и Сиднеја. У почетку је скакао увис. Прескочио је висину од 1,98 м, али се посветио брзом ходању.
На првенству Сиднеја 1919. Паркер је зазео 2. место у брзом ходању на дистанцама од 1 и 3 км, али је следеће године постао првак Аустралије на истим дистанцама. Као првак одлази на Олимпијске игре у Антверпену.
На свечаном отварању Олимпијских игара, носио је америчку заставу.
Такмичио се у две дисциплине брзог ходања на 3.000 метара и 10 к. У првоја је освојио сребрну медаљу, а у другој није завршио финалну трку иако је у полуфиналу имао треће време.
После Олимпијских игара, ређе наступа на такмичењима. Године 1922. постао је птвак Аустралије на 1. миљу, другопласирани у ходању на 3 миље. У 1923. и 1924. није се такмичио, укључујући и такмичења на којима су бирани учесници Олимпијских игара 1924. На атлетска такмичења се вратио крајен 1924. Често је побеђивао на првенствима Новог Јужног Велса, Аустралије. Последње такмичења имао је 1931, када је постао државни првак на 1 миљу, а затим се повукао.
Његов лични рекорд у ходању на 10. км износио је 47:31,0.